# Zoblitz
Zoblitz (obersorbisch Sobołsk) ist der westlichste Ortsteil der oberlausitzischen Kleinstadt Reichenbach/O.L. Zwischen Zoblitz und Reichenbach verlief von 1815 bis 1945 die sächsisch-preußische Grenze.

## Geografie
In Form eines Runddorfes liegt Zoblitz etwa vier Kilometer westlich des Reichenbacher Stadtzentrums. Südlich des Dorfkerns verlaufen die Bundesstraße 6 (Abschnitt Löbau–Reichenbach) und die Bahnstrecke Görlitz–Dresden, die in Zoblitz einen Haltepunkt hat. Südwestlich des Dorfes liegt der Rosenhainer Berg.
Nördlich und nordöstlich von Zoblitz liegen im Uhrzeigersinn Goßwitz, Schöps und Borda. Daran schließen sich im Osten Reichenbach, im Südosten Sohland am Rotstein, Dolgowitz im Südwesten, Rosenhain im Westen und Kleinradmeritz im Nordwesten an.

## Geschichte
Zoblitz wurde erstmals 1345 urkundlich in einem Lehnsbrief zur Bestätigung des Grundbesitzes von Heinrich von Kittlitz als Zebelusk/Zebulusk erwähnt. Spätere Namensnennungen sind unter anderem Zscobelisk (1348), Coblusk, Zobelosk, Zobelißk und Czobelliß im 15. Jahrhundert, Zobelußk im 17. Jahrhundert und schließlich Zoblitz im Jahr 1732. Ernst Eichler und Hans Walther wiesen in ihrem Ortsnamenbuch der Oberlausitz darauf hin, dass Belege für dieses Zoblitz nicht immer sicher von denen für Zoblitz bei Rothenburg zu trennen sind. Die beiden Orte liegen etwa 35 Kilometer (Luftlinie) voneinander entfernt.
Zoblitz ist über seine gesamte Geschichte hin in Kittlitz eingepfarrt. Ein herrschaftliches Vorwerk ist spätestens für das Jahr 1525 belegt. Mindestens seit 1564 hatte Zoblitz einen Rittersitz.
Bei der Landarbeit nach Ostern 1800 fand ein Bauer auf seinem Acker einige hundert Silbermünzen (Sachsenpfennige aus dem 11. Jahrhundert). Sie sind ein Beleg für den Handel, der über die Via Regia kam.
Das Königreich Sachsen kämpfte während der napoleonischen Kriege an französischer Seite und musste infolge der Niederlage 1815 mehr als die Hälfte des Staatsgebiets an Preußen abtreten, unter anderem den nordöstlichen Teil der Oberlausitz. Zoblitz blieb zwar sächsisch, jedoch sollte für die nächsten 130 Jahre die Grenze zur preußischen Provinz Schlesien (bzw. Provinz Niederschlesien) direkt östlich des Ortes verlaufen.

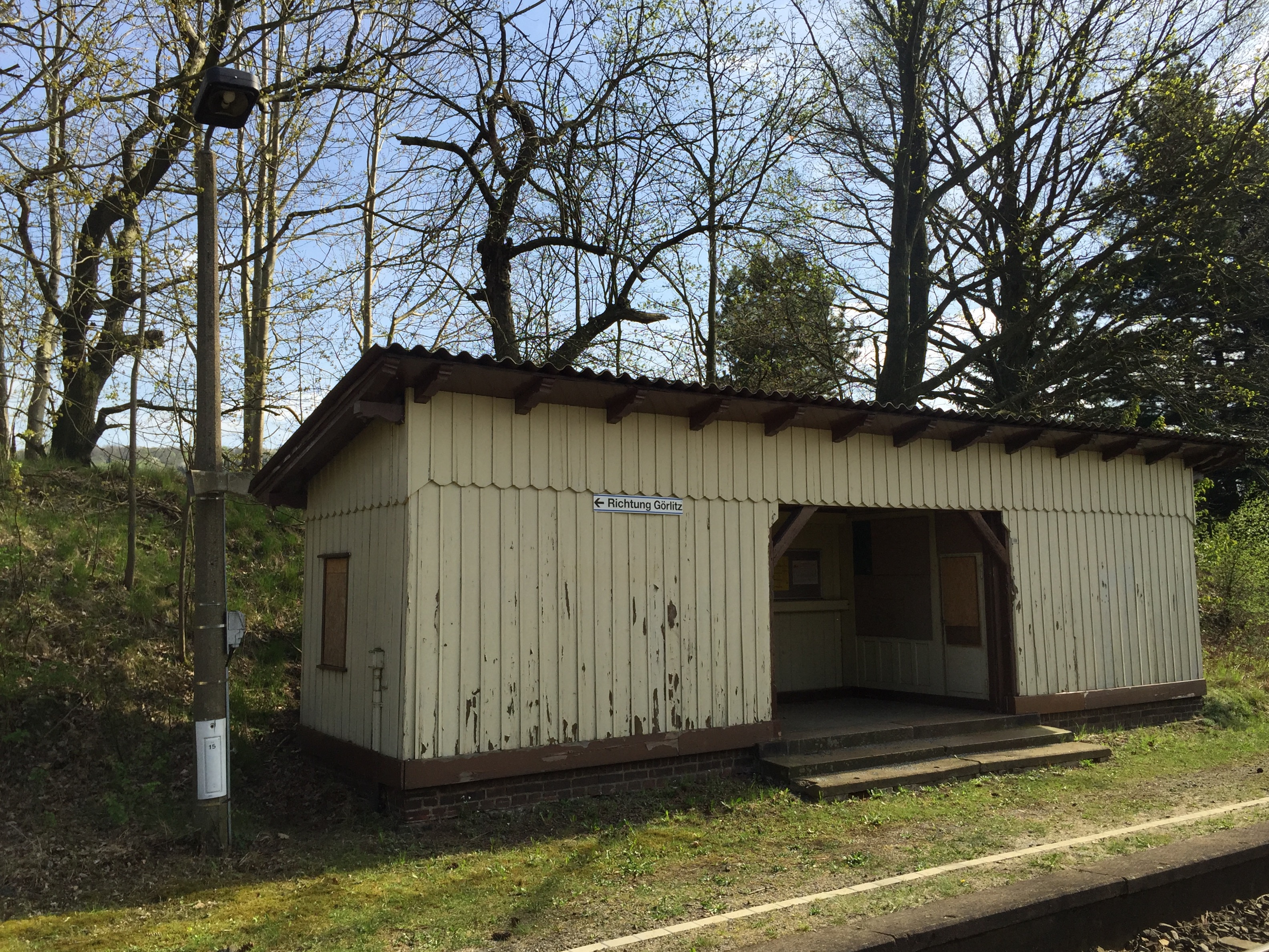
Bahnhof Zoblitz

August Heinrich Erdmann von Thielau verkaufte 1842 das Gut Zoblitz an Bürgerliche. Die Landgemeinde erwarb es im Jahr 1890. Im Juli 1847 wurde der vorletzte Abschnitt der Bahnstrecke Dresden–Görlitz der Sächsisch-Schlesischen Eisenbahngesellschaft in Betrieb genommen. Damit erhielt auch Zoblitz einen Bahnhof.
Gemeinsam mit Goßwitz wurde 1897 die Freiwillige Feuerwehr gegründet. Bis etwa 1906 stand in der Nähe der Reichsstraße eine Mastenbeize, in der Holzmasten vorbehandelt und imprägniert wurden. Der Anschluss an das Elektrizitätsnetz fand 1911 statt.
Im Februar 1940 wurde auf dem Gutshof ein Kindergarten eröffnet. Nach dem Kriegsende wurden dort Flüchtlinge aufgenommen, so dass der Kindergarten erst 1950 wieder eröffnet werden konnte.
Bei der Auflösung der Länder in der DDR und der Neuorganisation der Verwaltungsstrukturen im Juli 1952 wurde Zoblitz dem Kreis Löbau im Bezirk Dresden zugeordnet.
Durch die Wende wurde das Land Sachsen 1990 neu gebildet. Im Zuge der sächsischen Gemeindereform beschloss die Gemeinde die Eingliederung zum 1. Januar 1994 nach Reichenbach/O.L. und entschied sich damit gegen die damalige Kreisstadt Löbau. Gleichzeitig erfolgte dadurch ein Kreiswechsel in den Teil des Kreises Görlitz-Land, der im August 1994 nicht dem Landkreis Löbau-Zittau, sondern dem Niederschlesischen Oberlausitzkreis zugeordnet wurde. Bei der zweiten sächsische Kreisreform 2008 gingen diese beiden Kreise im neuen Landkreis Görlitz auf.

### Bevölkerungsentwicklung
| Jahr | Einwohner |
| ---- | --------- |
| 1834 | 132       |
| 1871 | 272       |
| 1890 | 230       |
| 1910 | 218       |
| 1925 | 187       |
| 1939 | 160       |
| 1946 | 317       |
| 1964 | 248       |
| 1971 | 237       |
| 1990 | 210       |
| 1993 | 207       |
| 1999 | 251       |
| 2003 | 218       |
| 2008 | 229       |

Im Jahr 1777 wirtschafteten in Zoblitz vier besessene Mann, neun Gärtner und sieben Häusler. Eine Wirtschaft lag wüst.
Die Bevölkerungszahl stieg im 19. Jahrhundert bis zum Deutsch-Französischen Krieg stark an. Die Bevölkerung war mehrheitlich deutsch, Muka ermittelte in der ersten Hälfte der 1880er für seine Statistik über die Sorben in der Oberlausitz in Zoblitz 18 Sorben und 242 Deutsche.
Nach dem Deutsch-Französischen Krieg fiel die Einwohnerzahl bis zum Beginn des Zweiten Weltkriegs wieder, so dass sie 1939 mit 160 Einwohnern gerade einmal noch 21 % über der von 1834 lag. Nach dem Zweiten Weltkrieg verdoppelte sich diese Zahl durch Flüchtlinge und Vertriebene zwar, jedoch war sie bereits 1964 wieder unter 250 gefallen. Einem weiteren Rückgang bis auf leicht über 200 Einwohner während der Wendezeit folgte ein Wiederanstieg bis zur Jahrhundertwende. Danach war ein erneuter Rückgang feststellbar. Von 2003 bis 2008 ist die Bevölkerung um etwa 5 % auf 229 Einwohner gewachsen, fiel bis 2012 jedoch auf 209.
Der christliche Bevölkerungsanteil ist mehrheitlich evangelischen Glaubens. 1925 traf dies auf 92,5 % der Einwohner von Zoblitz zu.

### Ortsname
Paul Kühnel (1897) gab als obersorbische Namensform „Sobolsk, auch Sobolkecy“ an. Er führte die Bedeutung auf „kleiner Ort des Sobol“ beziehungsweise „Leute des jungen Sobol, des Sobolk“ zurück.
Jan Meschgang (1973) sah im Namen Zebelusk / Zebulusk einen zweigliedrigen Ursprung aus dem altsorbischen „sebě“ und „łuskati“ ‘sich selbst enthülsen, schälen, knacken’. Demnach wäre Meschgang zufolge Zobel ein „Rindenschälort“.
Ernst Eichler (1975) wies darauf hin, dass sich die ursprüngliche Form des Bewohnernamens nicht mehr angeben lässt. Er stimmte mit Meschgang in der Herleitung der Namensform überein, verzichtete jedoch auf die Interpretation als „Rindendschälort“. Für ihn erfolgte „offensichtlich [eine] Angleichung an die Tierbezeichnung Zobel“.